# Hermann Lugelin
Hermann Lugelin (auch Lügeln; * wohl um 1435; † vor Juli 1494) war ein hessischer Adeliger und Ministeriale, das letzte männliche Mitglied des Geschlechts der Lugelin. Er hatte im Dienst verschiedener Landesherren im Bereich Niederhessen und westliches Thüringen hohe Ämter inne. Seine Dienstherren waren die Landgrafen Ludwig II., Wilhelm I. und Wilhelm II. von Hessen, der letzte Wettiner Landgraf von Thüringen, Wilhelm III., und der Fürstabt Johann II. des Klosters Fulda. Lugelin war Hofmeister, Marschall, Amtmann und Rat, wobei die urkundlichen Quellen zum Teil erhebliche zeitliche Lücken aufweisen.

## Laufbahn

### Hessen
Seine erste urkundliche Erwähnung stammt aus dem Jahr 1459, als er wohl bereits dem hessischen Landgrafen Ludwig II. als Hofmeister diente. Mindestens noch bis Dezember 1466 war er Hofmeister Ludwigs II. Als solcher war er einer der Verhandlungsführer des Landgrafen, gemeinsam mit dem landgräflichen Marschall Philipp von Herda, bei den vom 14. bis zum 16. November 1462 (während der Mainzer Stiftsfehde) in Hofgeismar stattfindenden Verhandlungen, bei denen der Landgraf die ihm von Erzbischof Adolf aus Geldnot verpfändeten Mainzer Besitzungen zwischen Diemel und Weser endgültig in seinen Besitz zu bringen suchte. Die Verhandlungen führten noch im gleichen Monat zur endgültigen Abtretung der mainzischen Besitzungen in der Diemelgegend an die Landgrafschaft Hessen. Bei den vergeblichen Verhandlungen 1466 und 1467 zur Teilung Hessens zwischen den Brüdern Ludwig II. und Heinrich III., die letztlich 1469 im Hessischen Bruderkrieg gipfelten, war er einer der von Ludwig II. benannten Schiedsmänner.

### Thüringen
Danach trat Lugelin in den Dienst Wilhelms III. von Sachsen, dem Landgrafen von Thüringen, 1467 bis 1471 als dessen Marschall und zeitweise auch als Amtmann zu Gotha. Noch 1475 wurde er als Wilhelms Amtmann und Rat bezeichnet. Anfang 1475 befand er sich während der Kölner Stiftsfehde und der Belagerung von Neuss mit thüringischen und hessischen Truppen des von Kaiser Friedrich III. aufgebotenen Reichsheers bei Andernach am Rhein.
Für die Zeit von 1475 bis 1482 scheinen bisher keine weiteren urkundlichen Belege zu Lugelins Tätigkeiten vorzuliegen. Beurkundet ist jedoch, dass er während seiner Tätigkeit in sächsisch-thüringischem Dienst von seinen Neffen, den Brüdern Hermann (III.), Burgvogt auf der Krayenburg, und Georg Riedesel zu Eisenbach, die Krayenburg als thüringisch-sächsisches Lehen übernahm. Die Riedesel erwarben die Burg 1482 zurück, als Lugelin wieder in hessischen Dienst wechselte, und Hermann Riedesel verkaufte sie im Dezember 1483 für 5000 fl. an die Herzöge Ernst und Albrecht von Sachsen. Das deutet darauf hin, dass Lugelin noch bis etwa um diese Zeit im Dienste Wilhelms III. stand und die Burg in dieser Zeit zumindest als zeitweisen Amts- und/oder Wohnsitz nutzte.

### Hessen und Fulda
Danach findet Lugelin sich vornehmlich wieder in hessischem Dienst. Bereits im November 1481 gab Landgraf Heinrich III. von Oberhessen, Vormund seiner niederhessischen Neffen Wilhelm I. und Wilhelm II., sein Einverständnis zur Verpfändung der Burg Ludwigseck durch Hermann und Georg Riedesel für 1237 fl. an ihren Oheim Hermann Lugelin; bereits im Juni 1483 löste die Landgräfin Mechthild, Witwe Ludwigs II. von Hessen, Ludwigseck für 1166 fl. von Lugelin ein. Lugelin wurde urkundlich mindestens von August 1483 bis August 1484 als Hofmeister und Rat des Landgrafen Wilhelm I. bezeichnet, danach 1490 und 1492 auch als Rat Landgraf Wilhelms II.
Im Januar 1483 verpfändete Fürstabt Johann II. von Fulda das fuldische halbe Drittel des Amts Vacha, das zuvor Eberhard von Buchenau innegehabt hatte, für 500 fl. an Hermann Lugelin. Noch im gleichen Jahr bestellte Landgraf Wilhelm I. Lugelin, der die Witwe des kurz zuvor verstorbenen Johannes von der Tann geheiratet hatte, als Nachfolger von der Tanns zum Amtmann des hessischen Teils am Amt Vacha. In einer Urkunde vom 30. Oktober 1483 bestimmte der Landgraf, dass nach Lugelins Tod ihm in diesem Amt seine Stiefsöhne Simon und Ludwig von der Tann folgen sollten, bis der Landgraf das Amt für 200 fl. von ihnen wieder eingelöst hätte. Dieses Amt bekleidete Lugelin bis kurz vor seinen Tod im Jahre 1494.
Im September 1483 lieh Lugelin dem Fuldaer Fürstabt Johann 1000 fl., damit dieser das Amt Gerstungen vom Thüringer Landgrafen Wilhelm III. einlösen konnte, und der Abt verschrieb ihm dafür als Pfand ein Drittel an Burg und Amt Rockenstuhl. Am 12. November 1483 teilte Abt Johann der Stadt Vacha mit, dass er nach dem kurz zuvor erfolgten Tod des dortigen Kellereiverwalters Heinrich Murhart die Kellerei ebenfalls seinem Rat Hermann Lugelin übertrage.
Als Amtmann in Vacha und Rat des Landgrafen Wilhelm I. war Lugelin im Mai 1487 einer der vom Landgrafen gestellten Vermittler bei den Verhandlungen zur Landesteilung Niederhessens zwischen Wilhelm I. und dessen jüngerem Bruder Wilhelm II. Im April 1488 beurkundete Wilhelm I., dass seine Gemahlin Anna, die er zwei Monate zuvor geheiratet hatte, die hessischen Lehen Lugelins nach dessen Tod erhalten sollte. Auch nachdem Wilhelm I. die Herrschaft 1493 zu Gunsten seines Bruders niedergelegt hatte, blieb Lugelin weiterhin Amtmann in Vacha und landgräflicher Rat. Schon im Juli 1490 und erneut im März 1492 hatte ihn Wilhelm II. als einen seiner Statthalter in Kassel benannt. Er wurde letztmals am 8. März 1494 als Rat und Amtmann Landgraf Wilhelms II. genannt und starb vor Juli 1494.

## Ehe und Nachkommen
- Lugelin heiratete 1483 die Witwe des vormaligen hessischen Amtmanns in Vacha, Johannes (Hans) von der Tann. Sie brachte ihre beiden Söhne Simon und Ludwig[15] mit in die Ehe.
- Ludwig I. von Boyneburg (1466–1537), der hessische Landhofmeister, war nicht sein Enkel, wie Georg Landau fälschlich annahm, sondern ein Enkel des 1480 verstorbenen Andreas Lugelin, dem letzten männlichen Vertreter des Felsberger Zweigs der Lugelin, und Sohn von dessen Erbtochter Anna von Boyneburg, geb. Lugelin, verheiratet mit Otto II. von Boyneburg zu Lengsberg auf Felsberg († 1466), dem Stammvater der Boyneburger Hauptlinie zu Lengsfeld.